# الطاهر خير الدين
الطاهر خير الدين، ولد في 1875 وتوفي في أبريل 1937، هو سياسي تونسي.

## السيرة الذاتية
ولد الطاهر لعائلة قوية وذات نفوذ: هو الابن الرابع لخير الدين التونسي ذي الأصول الشركسية، الذي كان الوزير الأكبر في تونس ثم الصدر الأعظم في الدولة العثمانية.

درس الطاهر في ثانوية غلطة سراي، وأصبح ياور السلطان العثماني، ثم حاكما للقدس ووزير دولة عثماني. هرب إلى تونس بعد ثورة تركيا الفتاة في 1908. تقرب من الوزير الأكبر محمد الطيب الجلولي عبر تزويج إبنته فريدة من العزيز الجلولي، ابن الطيب. هذا الأخير سهل تعيينه في منصب أول وزير عدلٍ في البلاد في 24 أبريل 1921. بقي في هذا المنصب حتى 1934.

تزوج الطاهر من ثلاث نساء: للا إقبال وهي جارية، للا آمنة بن خليفة وهي من عائلة تونسية عريقة، وأخيرا رقية القادري، وهي ابنة مسؤول عثماني رفيع المستوى ينحدر من أمه من محمود بن عياد وعائلة محمد علي باشا الملقب بعزيز مصر.